# Montes Altos
Montes Altos est une municipalité brésilienne située dans l'État du Maranhão.